# Попова, Елизавета Алексеевна
Елизавета Алексеевна Попова (1902—?) — советский юрист. Член КПСС с 1920 года. Представитель СССР в Комиссии по положению женщин ООН, член оригинального состава Комиссии.

## Биография
Родилась в 1902 году.
Член РКП(б) (предшественника КПСС) с 1920 года. Работала в Отделе работниц и крестьянок Тамбовского губкома РКП(б).
В 1925—1926 годах — инструктор отдела работниц и крестьянок (женотдела) ЦК ВКП(б). 
После национально-государственного размежевания Средней Азии и создания Казахской АССР направлена на работу в женотдел республики. С 1926 по 1929 год — заместитель заведующего женотделом Казахского крайкома ВКП(б), с мая 1928 года — член Комиссии по рабочим вопросам Казкрайкома ВКП(б), с октября 1928 года — член коллегии отдела Агитации, пропаганды и печати Казкрайкома ВКП(б) и член Краевой комиссии по культпоходу, с января 1929 года — уполномоченный Казкрайкома ВКП(б) «по борьбе с затворничеством женщин в Сырдарьинском округе» Казахской АССР.
В 1929—1930 годах — ответственный секретарь Комиссии по улучшению труда и быта женщин при Президиуме ВЦИК, затем — инструктор отдела национальностей ВЦИК.
В 1934—1957 годах работала в органах суда и прокуратуры.
Была представителем СССР в Комиссии по положению женщин ООН, вместе с Евдокией Ураловой из Белорусской ССР была одной из 15 женщин, членов оригинального состава Комиссии, делегатов на первой сессии Комиссии в 1947 году, внесла вклад[какой?] в создание Всеобщей декларации прав человека.
С 1957 года — персональный пенсионер.

## Публикации
- Попова Е. Первый Тамбовский губернский съезд крестьянок-общественниц. — Отдел работниц и крестьянок Тамбовского губкома РКП(б), [1925]. — 24 с.
- Попова Е. Под контроль демократических женских масс (о Комиссии по правам женщин Организации Объединенных Наций) // «Советская женщина». — 1949. — № 2. — С. 53—54.
- Попова Е. Что происходит в комиссии ООН по правам женщин // «Советская женщина». — 1952. — № 4. — С. 56.
- Наши сестры / [под редакцией Г. Шариповой; составители: Х. Сейтказиева, А. Жакетова]. — Алма-Ата: Казгосиздат, 1961. — С. 173. — 306 с. — (40 лет Казахской ССР).
- Попова Е. В казахском ауле // Женщины в революции / [сост.: А. В. Артюхина, А. И. Вакурова, А. И. Нухрат, Е. А. Попова]. — Москва: Госполитиздат, 1959. — С. 361—371. — 471 с.